# 오키 다케시
오키 다케시(1961년 7월 16일 ~ )는 일본의 전직 축구 선수이자 현 축구 지도자로 선수 시절 포지션은 미드필더였으며 현재 로아소 구마모토의 감독직을 맡고 있다.

## 선수 시절
1961년 7월 16일 시즈오카현 출생으로 도쿄 농업대학을 졸업한 후 1984년부터 1991년까지 7년동안 가와사키 프론탈레에서 뛰었다.

## 지도자 생활

### 방포레 고후1기
2002년 J2리그의 방포레 고후의 감독으로 지도자 커리어를 시작한 뒤 J리그 디비전 2 2002에서 전년도 리그 12위에 그쳤던 팀의 순위를 5계단 끌어올렸다.

### 시미즈 에스펄스
2002 시즌 이후 고향팀인 시미즈 에스펄스의 사령탑으로 부임하여 2003 시즌 J리그컵과 천황배 4강 진출을 이끌었다.

### 방포레 고후 2기
2005 시즌을 앞두고 3년만에 방포레 고후의 사령탑으로 복귀하여 2007 시즌까지 J리그 디비전 2 2005 3위 및 창단 첫 J1리그 승격을 이끌었고 2007 시즌 천황배에서는 구단 역사상 첫 메이저 컵대회 8강 진출을 이끌었다.

### 교토 상가
4년 후 2011 시즌을 앞두고 J2리그의 교토 상가 사령탑으로 부임하여 2011 시즌 천황배 준우승을 이끌었고 리그에서는 2시즌 연속 정규시즌 3위의 성적을 이끌었지만 2012 시즌 승격 플레이오프 1라운드에서는 오이타 트리니타, 2013 시즌 승격 플레이오프 2라운드에서는 도쿠시마 보르티스에 밀려 J1리그 승격 문턱에서 연거푸 고배를 마신 이후 교토 상가 감독직에서 물러났다.

### FC 기후
그로부터 또 4년 후 2017 시즌을 앞두고 J2리그의 FC 기후의 사령탑으로 부임하여 2019 시즌까지 3시즌동안 팀을 지휘했지만 오히려 J2리그 2019에서 22팀 중 최하위에 그치며 차기 시즌 J3리그로 강등된 후 기후 감독직을 내려놓았다.

### 로아소 구마모토
2019 시즌 종료 이후 J3리그의 로아소 구마모토의 감독으로 부임하여 J3리그 2021에서 부임 2시즌만에 팀의 우승 및 4년만의 J2리그 승격을 이끌었고 4년만의 승격 이후 첫 시즌인 J2리그 2022에서는 4위라는 구단 역사상 J2리그 역대 최고 성적을 이끌었다.
그리고 2023 시즌 천황배에서는 사간 도스, FC 도쿄, 비셀 고베 등 쟁쟁한 팀들을 따돌리고 로아소 구마모토 구단 역사상 첫 메이저 컵대회 4강 진출이라는 대업을 이끌어냈다.

## 대회 성적

### 클럽 (지도자)
시미즈 에스펄스
- J리그컵 : 4강 (2003)
- 천황배 : 4강 (2003)

방포레 고후
- J2리그 : 3위 (2005)

교토 상가
- J2리그 : 4위 (2013)

로아소 구마모토
- J2리그 : 4위 (2022)
- J3리그 : 우승 (2021)
- 천황배 : 4강 (2023)